# Chaniat
Die französische Gemeinde Chaniat (okzitanisch gleichlautend) mit 164 Einwohnern (Stand: 1. Januar 2022) liegt im Département Haute-Loire in der Region Auvergne-Rhône-Alpes. Die Gemeinde gehört zum Arrondissement Brioude und zum Kanton Brioude.

## Geographie
Chaniat liegt etwa 43 Kilometer nordwestlich von Le Puy-en-Velay.

### Nachbargemeinden
Umgeben wird Chaniat von den Nachbargemeinden Agnat im Norden und Nordwesten, Champagnac-le-Vieux im Nordosten, Saint-Didier-sur-Doulon im Osten und Südosten, Javaugues im Süden, Fontannes im Südwesten sowie Lamothe im Westen.

## Bevölkerungsentwicklung
| Jahr                       | 1962 | 1968 | 1975 | 1982 | 1990 | 1999 | 2006 | 2017 |
| Einwohner                  | 206  | 181  | 183  | 172  | 153  | 133  | 156  | 172  |
| Quellen: Cassini und INSEE |      |      |      |      |      |      |      |      |

## Sehenswürdigkeiten

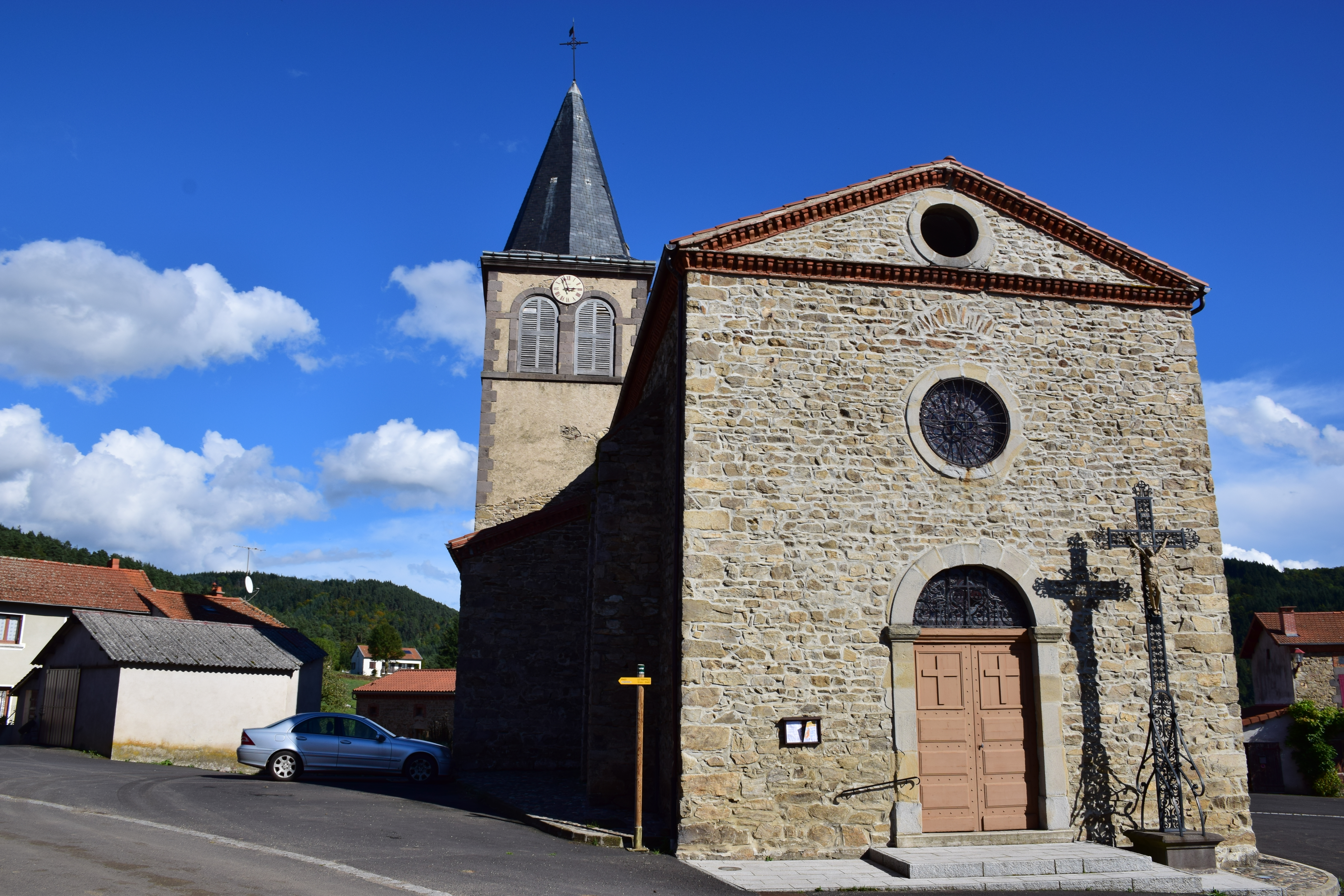
Kirche Notre-Dame

- Kirche Notre-Dame